# پیج (نام خانوادگی)
پیج یک نام خانوادگی‌ست. افراد شاخص با این نام از این قرارند:
- آنیتا پیج
- بتی پیج
- دایموند دالاس پیج
- ایرل پیج
- الن پیج
- جرالدین پیج
- جیمی پیج
- جوی پیج
- لری پیج
- پتی پیج
- ساموئل پیج